# Cutry (Meurthe i Mozela)
Cutry – miejscowość i gmina we Francji, w regionie Grand Est, w departamencie Meurthe i Mozela.
Według danych na rok 1990 gminę zamieszkiwało 887 osób, a gęstość zaludnienia wynosiła 149 osób/km² (wśród 2335 gmin Lotaryngii Cutry plasuje się na 403. miejscu pod względem liczby ludności, natomiast pod względem powierzchni na miejscu 925.).